# Exército feudal de Moscou

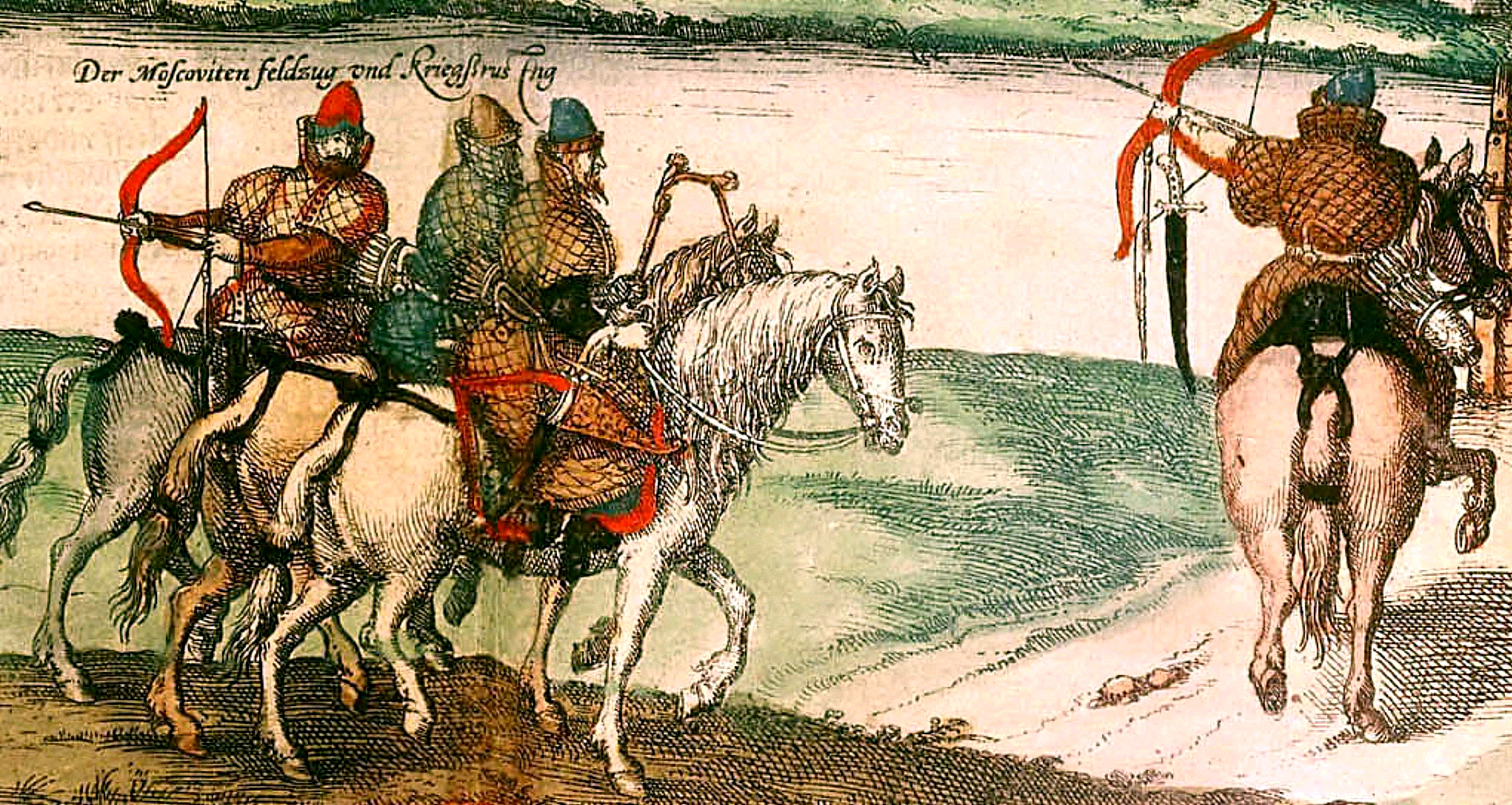
Servos militares montados com arcos e armaduras. Fragmento de "Notas sobre a Moscóvia" de Sigismund von Herberstein (1556).

Voisko dos Senhores de Terras ou Voisko senhorial (em russo:  Поместное войско, transl. Pomestnoye voysko) é o nome generalizado da nobre cavalaria senhorial do Principado de Moscou, que formou o núcleo das formações militares do Estado Russo no final do século XV e na primeira metade do século XVII.
O voisko era formado por todos os servos estatais, de moscou e das cidades, que prestavam serviço militar a título pessoal e por tempo indeterminado, constituindo a cavalaria da nobreza senhorial.